# 掌唇兰
掌唇兰（学名：Staurochilus dawsonianus）为兰科掌唇兰属下的一个种。